# Yoshio Nishina
Yoshio Nishina (仁科 芳雄?, Nishina Yoshio; Satoshō, 6 dicembre 1890 – 10 gennaio 1951) è stato un fisico giapponese attivo nel campo della meccanica quantistica, coautore della formula di Klein-Nishina.
A Yoshio Nishina è stato intitolato il cratere lunare Nishina